# Morse (udde)
Morse är en udde i Antarktis. Den ligger i Östantarktis. Australien gör anspråk på området.
Terrängen inåt land är huvudsakligen kuperad, men den allra närmaste omgivningen är varierad. Havet är nära Morse åt nordväst. Trakten är obefolkad. Det finns inga samhällen i närheten.